# El lliri d'aigua
|  | Aquest article tracta sobre l'obra literària de Frederic Soler. Vegeu-ne altres significats a «Zantedeschia aethiopica». |

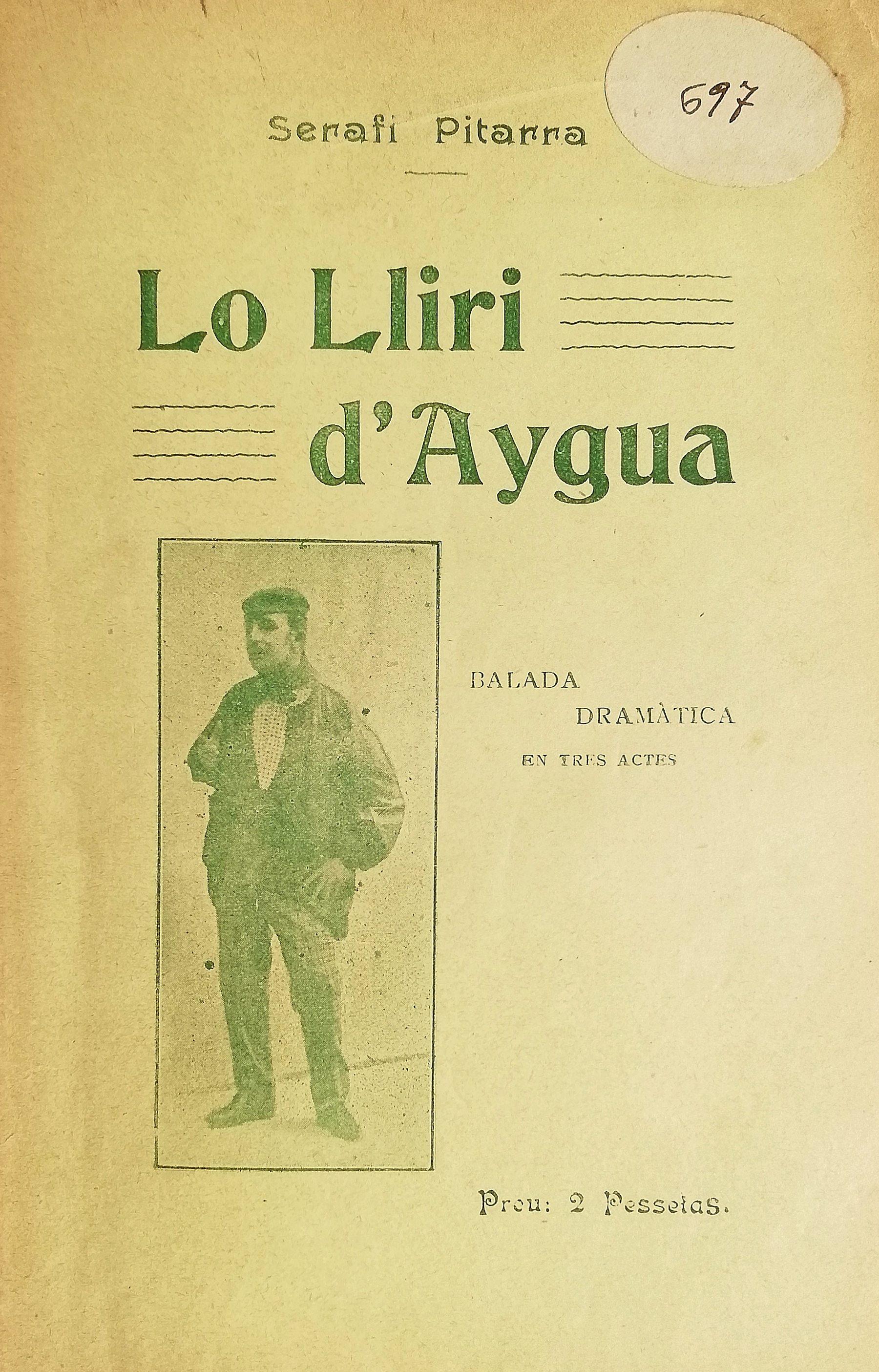
El lliri d'aigua, balada dramàtica en tres actes. Edició publicada per la col·lecció La Escena Catalana l'any 1911

Lo lliri d'aygua (El lliri d'aigua, en català normatiu) és una balada dramàtica en tres actes i en prosa, original de Frederic Soler, estrenada al teatre Romea de Barcelona, el dia 21 de maig de 1886.
L'acció passa a les muntanyes dels Pirineus, a finals del segle xix.

## Repartiment de l'estrena
- Àngela (22 anys): Carme Parreño
- Elena (16 anys): Caterina Fontova
- Riteta (7 anys): Susagna Molgosa
- Lluís (26 anys): Joan Isern
- Cristòfol (60 anys): Lleó Fontova
- Batista (18 anys): Frederic Fuentes
- Jutge (45 anys): Ramon Valls
- Un agutzil, un guardabosc, dos mossos que porten baguls.

## Edicions
- 2a. ed.: Impremta de Salvador Bonavia. Barcelona 1911
- 3a. ed.: La Escena Catalana. Any II (segona època). Núm. 36. Barcelona 1919